# Eden Gardens
Eden Gardens (Bengalese: ইডেন গার্ডেন্স), è il più antico stadio di cricket dell'India. Si trova a Calcutta ed è stato costruito nel 1865. Dall'anno della sua fondazione fino ai giorni nostri ha cambiato diverse volte denominazione fino a raggiungere quella attuale.
Ha ospitato diverse importanti partite di cricket tra cui la finale della Coppa del Mondo di cricket 1987. Proprio per la sua importanza è considerato il Lord's d'India.